# To All Tha Dreamers
『To All Tha Dreamers』（トゥー オール ザ ドリーマーズ）は、SOUL'd OUTの8thシングル、セカンドアルバム、楽曲である。
『To All The Dreamers』と表記されることがあるが、正しくは『To All Tha Dreamers』である。

## シングル

### 概要
- 元日にリリースされた。アルバム『To All Tha Dreamers』の先行シングル。

### 収録曲
全曲　作詞：Diggy-MO', Bro.Hi　作曲：Diggy-MO', Shinnosuke　編曲：Shinnosuke
1. To All Tha Dreamers
2. To All My Dearests
アルバム『To All Tha Dreamers』と同時進行で制作された[1]。

## アルバム
ファーストアルバム『SOUL'd OUT』との間にリミックスアルバム『Movies & Remixies』を挟んでのリリースだが、オリジナルアルバムとしては2枚目。2005年2月2日にリリース。

### 概要
1年半ぶりのオリジナルアルバム。アルバムと同タイトルのリードシングル「To All Tha Dreamers」の1か月後のリリースとなっている。1曲1曲にテーマを持たせ、収録曲は全部で22曲あり、収録時間は70分を超える。
2004年の夏頃から制作作業を開始。"Planet Earth, Your Network"をテーマに制作されたアルバムである。シングル5枚が収録されており、収録曲は全22曲となっている。シングルの数が多いほど、違ったニュアンスを出すのが難しいということから、インタールードも合間合間に収録されている。シングルの寄せ集め的な内容にはしたくなかったとShinnosukeが述べている。
14曲目の「CLONE AS A FUNNY CREATURE PREACHER」のギターには葛城哲哉が参加している。面識はなかったが、知人の紹介を通じて参加に至った。葛城が参加したレコーディング当日とメンバーのキャンペーンが重なったので、立ち会いはできなかったが、後日会った際に曲を褒めていただいたと語っている。
オリコンアルバムチャートの初登場順位は前作『SOUL'd OUT』を上回る2位。

### 収録曲
1. Introduction : Message from...
2. STARDUST
3. 1,000,000 MONSTERS ATTACK
4. ルル・ベル
Luther Vandross「She's A Super Lady」をサンプリング。
5. Interlude : Like the bird, Like the clouds
6. To All Tha Dreamers
7. Diggy Diggy Diggy Pt.III feat.DJ Mass
8. Interlude : エイジャ
9. Magenta Magenta
表記はないがアルバムバージョンであり、アウトロが完奏している（シングル版ではフェードアウト）。
10. Interlude : Pranet Earth, Your Network
11. ニタニタTHERAPY
12. Parasite Paradise Lonesome feat.HAMMER
13. Interlude : Tribal Program
14. CLONE AS A FUNNY CREATURE PREACHER
Deep Purpleの「Stormbringer」をサンプリング。
15. The Show
Doug E. Fresh「The Show」をカヴァー。
16. EDGE
Bro.HiによるSOUL'd OUTとしては初のソロ楽曲。Bro.Hiの好みのトラックをShinnosukeに作ってもらい制作された[5]。
17. 告白 feat.TSUYOSHI
デビュー前からあった楽曲。SOUL'd OUTの楽曲のうち最も歌唱が難しいとされる曲である。
18. W.W.W
19. Interlude : I met you
20. BLUES
表記はないが、アルバムバージョンである。
21. Love, Peace & Soul
22. Love, Peace & Dream

## 楽曲

### タイアップ
To All Tha Dreamers
テレビ東京系テレビアニメ「焼きたて!!ジャぱん」2ndエンディング主題歌。EDでは同アニメの登場人物、松代健がこの曲に合わせてダンスを踊っている。

### 収録アルバム
- 『To All Tha Dreamers』（#1、表記はないがアルバムバージョン）
- 『Movies&Remixies 2』（#1）
- 『Single Collection』（#1）
- 『Flip Side Collection』（#2）